# Christophe Larue
Ne doit pas être confondu avec le joueur français de rugby à XV Christophe Larrue.
Christophe Larue, né le 18 février 1974 au Creusot (Saône-et-Loire) est un directeur de la photographie français formé à l'Ecole supérieure d'études cinématographiques (ESEC).

## Biographie
Après quelques années d'assistanat à la réalisation, il décide de changer de voie et de passer à l'image.
Il débute en tant qu'électricien puis chef électricien sur de nombreux clips, pubs, courts métrages, émissions de télévision, et quelques longs métrages.
Il est directeur de la photographie pour le long métrage, la publicité, le clip musical, les séries télévisées, les films d'entreprise, le documentaire.
Il exerce aussi bien en argentique (35 et 16mm) qu'en numérique (4k, 2k, HD, SD).
Il pratique les caméras argentiques (Arri, Panavision) et les caméras numériques (RED, Viper, Genesis, Phantom, HDX 2100, Panasonic, Sony...)
Il a exercé la responsabilité de modérateur général sur le forum de l'image « caméra forum » puis a cofondé, en partenariat avec l'Association française des directeurs de la photographie cinématographique (AFC), le forum cinematographie.info pour tous les professionnels du cinéma et de l'audiovisuel. Il y occupe le poste de coadministrateur.
Depuis 2008, il s'est également engagé dans la production en étant cofondateur du portail internet Serials Factory (www.serialsfactory.com). Il y occupe les postes de producteur associé et de directeur de la photographie.

## Filmographie

### Directeur de photographie
- 2006 : Résonnances, de Philippe Robert
- 2006 : Au royaume des cendres, de Michaël Massias
- 2007 : Date limite, de Christophe Gaillard
- 2007 : Saving Mom and Dad, de Kartik Singh
- 2008 : Babylone, de Simon Saulnier
- 2008 : Asylum, de Olivier Chateau
- 2008 : Le Lit près de la fenêtre, de Michaël Barocas
- 2010 : 8th Wonderland, de Jean Mach et Nicolas Alberny. Directeur de la photographie seconde équipe.
- 2010 : Carnets de rêves, de Baptiste Gourden. Directeur de la photographie.
- 2013 : Macadam Baby, de Patrick Bossard. Directeur de la photographie.
- 2013 : Désordres, d'Étienne Faure. Directeur de la photographie.
- 2014 : AfrikaCorse de Gérard Guerrieri. Directeur de la photographie.

### Chef électricien et électricien
- 2005 : Migration, de Sébastien Sort
- 2006 : Un printemps à Paris, de Jacques Bral
- 2006 : Le Ciel sur la tête, de Régis Musset
- 2007 : La Question humaine, de Nicolas Klotz
- 2010 : 8th Wonderland, de Jean Mach et Nicolas Alberny